# Негрілешть (Галац)
Негрілешть, Негрілешті (рум. Negrilești) — село у повіті Галац в Румунії. Входить до складу комуни Негрілешть.
Село розташоване на відстані 200 км на північний схід від Бухареста, 72 км на північний захід від Галаца, 133 км на південь від Ясс, 148 км на схід від Брашова.

## Населення
За даними перепису населення 2002 року у селі проживали 1617 осіб, усі — румуни. Усі жителі села рідною мовою назвали румунську.